# Вармия

Герб Вармии из гербовника Каспера Несецкого. 1743

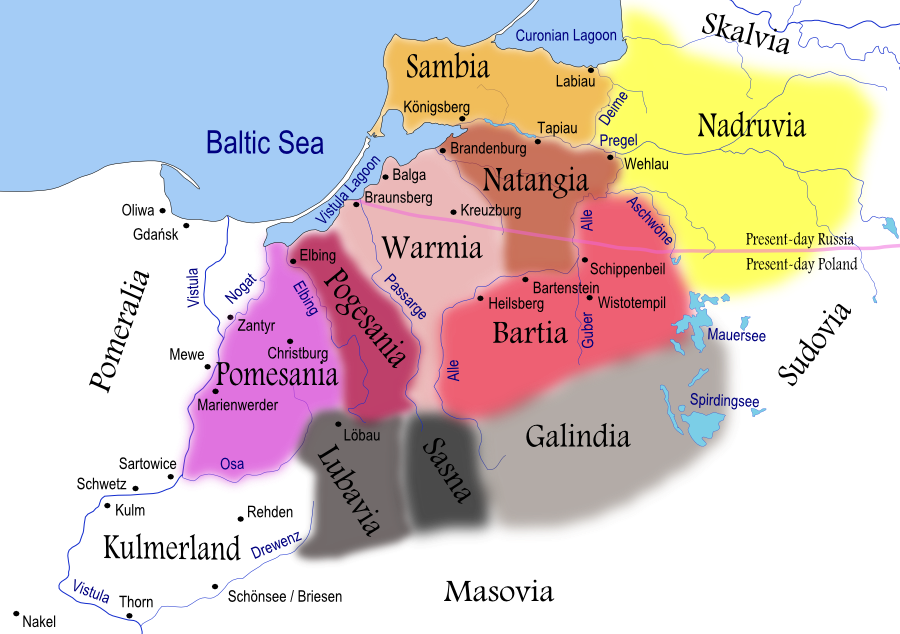
Территория Вармии окрашена в бледно-розовый цвет

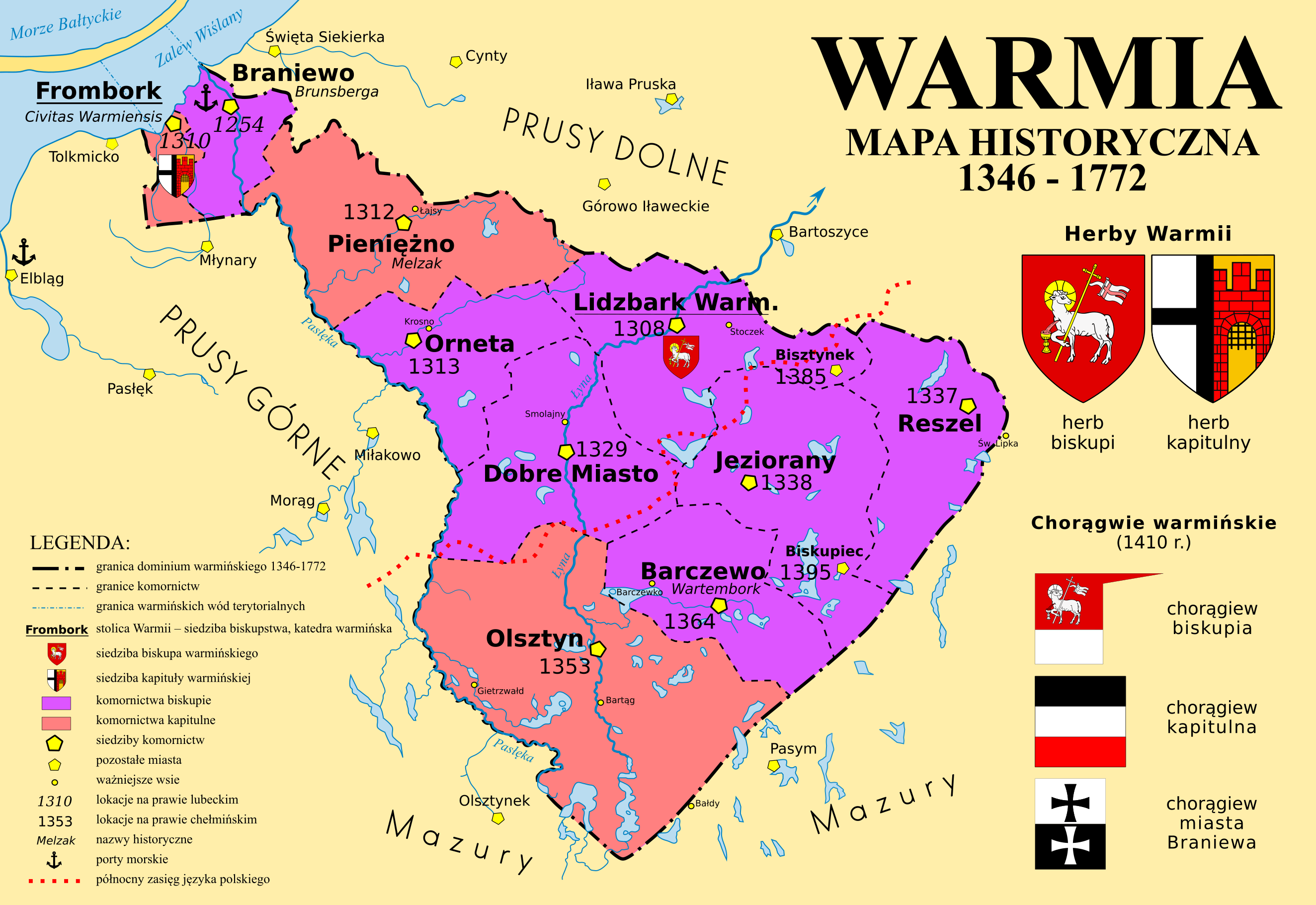
Вармия — историческая карта

Вармия (варм. Warńija, прусск. Wārmi, лит. Varmė, пол. Warmia, нем. Ermlandо файле, лат. Varmia) — область Европы. Ныне поделена между Россией (меньшая северная часть — Калининградская область) и Польшей (основная южная часть — Варминьско-Мазурское воеводство).

## Географическое описание
Данная историческая область на южном побережье Балтийского моря занимала территорию от реки Эльбинг до берега Вислинского залива.
Небольшая северная часть Вармии входит в состав России — Ладушкинский городской округ, Мамоновский городской округ с городом Мамоновом (б. Хайлигенбайль) и юго-западная часть Багратионовского района по левым берегам рек Майской, Корневки и Прохладной, включая достопримечательность замок Бальга (но не включая посёлок Славское (б. Кройцбург), относимый уже к соседней исторической области Натангия).
Основная же часть Вармии входит в состав Польши, где название данной исторической области стало частью названия Варминьско-Мазурского воеводства, учреждённого в 1999 году. К Вармии исторически приписываются такие польские города как Ольштын (б. Алленштейн), Барчево (б. Вартенбург), Бранёво (б. Браунсберг), Пененжно (б. Мельзак), Лидзбарк-Варминьски (б. Гейльсберг), Бискупец (б. Бишофсбург), Добре-Място (б. Гуттштадт), Орнета (б. Вормдит), Решель (б. Рёссель), Езёраны (б. Зеебург), Биштынек (б. Бишофштейн) и Фромборк (б. Фрауенбург).

## История

### Западноевропейское завоевание и освоение
Вармия занимала центральное положение среди территорий, на которых жили пруссы, поэтому крестоносцы стремились овладеть этой территорией в первую очередь, так как это давало им плацдарм для экспансии на сопредельные территории. В 1243 году здесь было образовано Эрмландское епископство, обладавшее особым статусом. Князь-епископ Вармии обладал широкой самостоятельностью, хотя и находился в подчинении великого магистра Тевтонского ордена.
После битвы при Грюнвальде 1410 года епископ Варминский признал сюзеренитет короля Польши, а по Торуньскому миру 1466 года Вармия вместе с территорией Западной Пруссии вошла в состав Королевства Польского как часть провинции Королевская Пруссия, но на правах автономного княжества-епископства. Неурегулированность вопроса статуса Варминского епископства в составе Польши привела к войне 1467—1479 годов, в результате которой привилегии князя-епископа были подтверждены, однако над процедурой его избрания был установлен контроль польского короля.

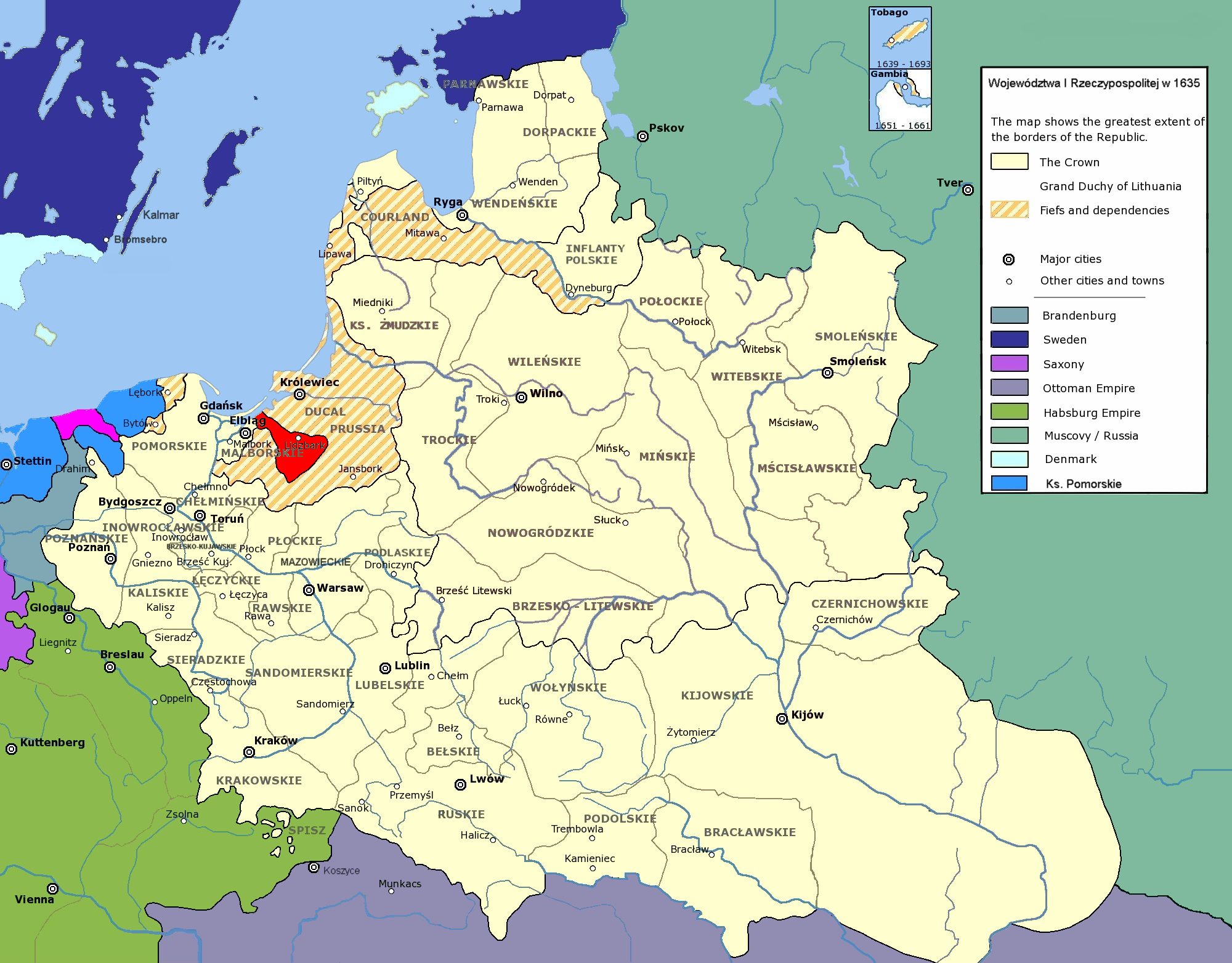
Территория Княжества Варминского в рамках Речи Посполитой.

В дальнейшем князь-епископ Варминский входил в круг высшей польско-литовской аристократии с правом участия в сенате Речи Посполитой. Варминское княжество сохраняло автономию в судебной и административной системе, имело собственный представительный орган (Варминский сеймик) и вооружённые силы.

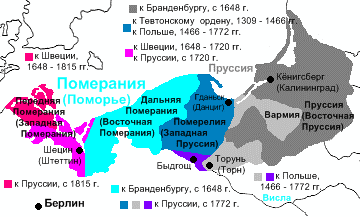
Померания, Западная и Восточная Пруссия

После Первого раздела Речи Посполитой в 1772 г. территория Варминского княжества была присоединена к Пруссии, его автономия ликвидирована, а имущество князя-епископа секуляризировано.
Оставалась частью Пруссии, а в составе последней с 1871 года — частью Германской империи вплоть до Второй мировой войны.

### Новейшая история
По окончании Великой Отечественной войны Вармия в числе других восточно-прусских земель была присоединена к Польше и СССР (РСФСР). Административно входит в Варминско-Мазурское воеводство Польши и Калининградскую область России.

## Известные вармийцы
- Николай Коперник
- Томаш Уейский